# María del Carmen Dueñas
María del Carmen Dueñas Martínez, née le 23 décembre 1964, est une femme politique espagnole membre du Parti populaire (PP).
Elle est élue députée de la circonscription de Melilla lors des élections générales de décembre 2015.

## Biographie

### Profession
María del Carmen Dueñas est titulaire d'une licence en droit par l'Université de Grenade et d'un master en conseil juridique. Elle est avocate.

### Activités politiques
Elle est députée locale à l'Assemblée de Melilla de 2007 à 2011 et sénatrice élue de 2008 à 2015. Elle a été présidente de la commission chargée de l'égalité.
Le 20 décembre 2015, elle est élue députée pour Melilla au Congrès des députés et réélue en 2016.